# زیریکلی (شهرستان میاکینسکی، باشقیرستان)
زیریکلی (انگلیسی: Zirikly, Miyakinsky District, Republic of Bashkortostan) یک شهرک در شهرستان میاکینسکی استان باشقیرستان کشور روسیه است.